# David
David er et drengenavn, der også finder anvendelse som slægtsnavn. Navnet stammer fra hebraisk, afledt at det vestsemitiske DWD[kilde mangler], og betyder "den elskelige". David er det næstmest anvendte drengenavn i USA. Ifølge navnebarometeret hos Danmarks Statistik viser det sig; at 90 personer blev navngivet David i Danmark anno 2019.
Der er nu (i 2020) i alt 8.625 personer i Danmark med fornavnet David.
Siden 2014 er antallet tiltaget med omtrent 1000 personer, hvor det samlede antal i DK var cirka 7.625 personer i alt.
Der er således sket en netto-stigning henover de seneste 6 år på pågældende +1000 i det samlede antal nulevende personer, der bærer navnet David.
David kan også henvise til:
- Kong David − bibelsk figur
- David (Michelangelo) − en skulptur af Michelangelo
- David (maritim) − et redskab til at løfte emner over en kant
- Jacques-Louis David − fransk neoklassisk maler (1748-1825)
- C.L. David − (Christian Ludvig Julian David 1878-1960) dansk højesteretssagfører, legatstifter og kunstsamler, (Davids Samling).